# Hiroyo Matsumoto
Hiroyo Matsumoto (松本 浩代?, Matsumoto Hiroyo; Hiratsuka, 6 novembre 1985) è una wrestler giapponese.
Ha lavorato per la promotion di Mariko Yoshida: Ibuki. Il soprannome di Signora Distruttrice (破壊する女) le fu dato da Emi Sakura perché Hiroko ruppe un muro nell'arena di Ichigaya durante il suo match di debutto per la Ice Ribbon. Si è diplomata alla Hiratsuka Konan High School nella prefettura di Kanagawa.

## Carriera

### Giappone
Dopo mesi di allenamento Hiroyo Matsumot ha avuto la sua prima esperienza sul quadrato dinanzi ad un pubblico live il 19 marzo 2006 quando tenne un match di pre-debutto di 5 minuti contro Mai Ichi all'evento Shin-Kiba 1st Ring. Ha fatto poi ufficialmente il suo debutto nel pro-wrestling il 16 luglio dello stesso anno lottando un match contro Hanako Kobayashi a Shinjuku Face, vincendo con un Body Slam a 6 minuti e 38 secondi.
Il 5 maggio del 2007 ha fatto coppia con Shy Shibutani fronteggiando le veterane Mariko Yoshida e Miko Satomura. Lei stessa è riuscita ad effettuare lo schienamento vincente dopo aver assestato il Backdrop Driver sulla sua mentore Mariko Yoshida. Il 7 ottobre dello stesso anno ha fatto coppia con un'altra wrestler dell'Ibuki, Tomoka Nakagawa, nel suo debutto nell'Ice Ribbon, ottenendo una vittoria su Aoi Kizuki e Miki Ishii.
Tra il 12 e il 27 gennaio e l'11 febbraio 2008 la Matsumoto ha partecipato e vinto il torneo singolo 「NEO STAGE08」. Il 2 marzo Hiroyo ha sfidato Haruka Matsuo per l'NWA Pacific Women's/NEO Singles Championship ma è stata sconfitta. Il 20 aprile, 23 maggio e 27 giugno ha partecipato al Jaja Uma Tournament organizzato dalla Sendai Girls' Pro Wrestling e lo ha vinto sconfiggendo nelle finali Ryo Mizunami. Il 1º luglio Hiroyo ha fatto coppia con il wrestler della DDT Zhao Yun Zilong in una sfida, senza successo, per gli Ice Ribbon International Ribbon Tag Team Championship. Il 13 luglio ha fatto coppia con Kyoko Inoue vincendo il NEO Midsummer Tag Tournament. Il 12 ottobre nella OZ Academy Open League per determinare la prossima sfidante all'OZ Academy Openweight Title, Hiroyo ha sconfitto la veterana e mentore Aja Kong gettandola oltre la terza corda. Dopo il match è stata accettata nella stable della Kong - Jungle Jack 21 Il 1º novembre, allo show della Ice Ribbon a Senbonzakura Hall, Hiroyo ha avuto un singles match con Ayako Hamada mentre il 21 dicembre allo show Ibuki che si è tenuto al Korakuen Hall, Hiroyo ha vinto il suo primo titolo in singolo sconfiggendo ARISA Nakajiwa per il JWP Junior Title/POP Title. 10 giorni dopo, il 31 dicembre 2008 Hiroyo ha sostenuto il suo 150º match nel pro wrestling in un Tag Team Match dove ha fatto coppia con Makoto contro Aoi Kuzuki e Riho (un quarto dei suoi 150 match ha avuto luogo nell'Ice Ribbon).
Il 1º febbraio 2009, allo show Ibuki a Shi-Kiba 1st Ring, la Matsumoto ha lottato contro Sendai Sachiko per il suo JWP Junior Title/POP Title che è riuscita a mantenere con successo. Il 5 febbraio, allo show della OZ Academy a Shinjuku Face, la Matsumoto ha fatto coppia con Aja Kong sconfiggendo Mayumi Ozaki e KAORU e vincendo gli OZ Academy Tag Titles, rendendo così Hiroyo una Triple-Crown Champion. L'8 febbraio, allo show JWP/NEO al Tokyo Cinema Club, la Matsumoto ha sconfitto Pinky Mayuka difendendo così con successo per la seconda volta il suo JWP Junior/POP Championship. Il 29 marzo Hiroyo ha vinto i NEO Tag Titles facendo coppia con Kyoko Inoue. Il 31 maggio, allo show Ibuki a Korakuen Hall, Hiroyo ha perso il suo JWP Junior/POP Championship contro una delle sue migliori amiche Misaki Ohata.
Il 29 agosto dello stesso anno, allo show NEO in Osaka, Hiroyo e Kyoko Inoue hanno lottato contro Nanae Takahashi e Kana per i NEO Tag Titles. Hiroyo e Kyoko hanno mantenuto i titoli per un time limit draw. Il 10 ottobre hanno lottato un rematch contro Nanae Takahashi e Kana e hanno perso i NEO Tag Titles. Durante il match Hiroyo si è anche infortunata il piede. Un mese dopo, l'8 novembre, nel suo match di ritorno dopo l'infortunio al piede, Hiroyo ha lottato contro Atsuko Emoto allo show Ibuki che si è tenuto al Korakuen Hall.
Il 4 gennaio 2010, allo show della Ice Ribbon, Hiroyo ha fatto coppia con Hamuko Hoshi lottando contro Nanae Takahashi e Mai Ichi per i titoli di coppa International Ribbon recentemente resi vacanti. Hiroyo e Hamuko riuscirono a vincere portando a casa anche i titoli di coppia. Appena il 20 febbraio la Matsumoto e la Hoshi hanno perso gli International Ribbon Tag Titles contro Nanae Takahashi e Kazumi Shimouma. Il 9 aprile Hiroyo ha partecipato al 2nd torneo Battlefield organizzato da Sendai Girls' Pro Wrestling, ma ha perso contro Ryo Mizunami nel primo round. Il 25 luglio Hiroyo ha provato il suo secondo assalto all'NWA Pacific Women's/NEO Singles Championship, questa volta tenuto da Yoshiko Tamura. Hiroyo ha perso il match ma ha costretto la Tamura ad usare la sua mossa finale più micidiale per vincere il match - Mt. Cook.

### Stati Uniti
Il 22 febbraio 2010 è stato annunciato sullo SHIMMER Forum da Dave Prazak, il Founder della SHIMMER Women Athletes che Ayumi Kurihara, Hiroyo Matsumoto, Tomoka Nakagawa e Misaki Ohata avrebbero fatto il loro debutto per la federazione. Hiroyo Matsumoto ha fatto il suo debutto il 10 aprile del 2010 nel Volume 30 lottando e perdendo un match contro l'ex SHIMMER Champion Sara Del Rey. Il giorno dopo invece Hiroyo ha ottenuto la sua prima vittoria su suolo statunitense sconfiggendo con il suo Backdrop Driver LuFisto. Più tardi quella sera, nel Volume 32, Hiroyo Matsumoto e Mercedes Martinez si sono sfidate in un match molto competitivo che ha visto nel finale trionfare Mercedes Martinez dopo il suo patentato Fisherman Buster.
Dopo aver dovuto saltare i Volumi 33-36 a causa di un intervento chirurgico Hiroyo Matsumoto ha fatto il suo ritorno in SHIMMER il 26 marzo dove nel Volume 37 ha fatto coppia con Misako Ohata come il Team 3S (Seven Star Sistes) sconfiggendo le Canadian NINJAS (Portia Perez e Nicole Matthews) vincendo gli Shimmer Tag Team Championship diventando così le terze campionesse della storia. Più tardi, la stessa sera, hanno difeso con successo la cintura sconfiggendo il Team della Knight Dynasty (Britani Knight e Saraya Knight). Il giorno dopo, nel Volume 39, hanno nuovamente difeso la cintura sconfiggendo le Pretty Bitchin' (Nikki Roxx e Ariel). Nel Volume 40, dopo solo due difese con successo Hiroyo Matsumoto e Misaki Ohata hanno perso i titoli di coppia contro Daizee Haze e Tomoka Nakagawa.

## In wrestling
- Finishing moves
  - Backdrop Driver
  - Ligerbomb - Adottata dalla leggenda del joshi giapponese Devil Masami
- Signature moves
  - Roaring Elbow
  - Body Attack
  - Argentine Backbreaker
  - Tokaido Drop - (Argentine Backbreaker trasformato in un Gutbuster)

## Entrance Music
"Live Happy" by C&C Music Factory

## Championships and accomplishments
- Ice Ribbon
  - International Ribbon Tag Team Championship (1 volta) - con Hamuko Hoshi[21]

- JWP Project
  - JWP Junior Championship (1 volta)[22]
  - Princess of Pro-Wrestling Championship (1 volta)[23]

- NEO Ladies Pro-Wrestling
  - NEO Tag Team Championship (1 volta) - con Kyoko Inoue[24]

- OZ Academy
  - OZ Academy Tag Team Championship (2 volte) - con Aja Kong (1) e Tomoka Nakagawa (1)[25]

- Shimmer Women Athletes
  - Shimmer Tag Team Championship (1 volta) - con Misaki Ohata[26]